# Українське Бюро в Лондоні

Засновник бюро Яків Макогін

Українське Бюро в Лондоні, також Українське Пресове Бюро (англ. The Ukrainian Bureau) — інформаційне бюро, засноване 1931 коштом Якова Макогона для ознайомлення англійського загалу з українськими справами.

## Історія

Керівник бюро Володимир Кисілевський

Установа розташовувалася на вулиці Grosvenor Place, London SW1 (спочатку № 40, з 1934 р. – № 27). 
Бюро видавало неперіодичний бюлетень «The Ukrainian Bulletin», який розсилало до 250 часописів у Англії, завдяки чому число статей та інформацій про українські справи в британських ЗМІ збільшилося.
У практичній роботі інституція тісна співпрацювала з Англо-українським комітетом, яке заснували 12 провідних британських інтелектуалів, зокрема Сеціл Мелоун, Ф. Еш Лінкольн, Роберт Сітон-Вотсон тощо.
Керівником Бюро був Володимир Кисілевський. З початком Другої світової війни у вересні 1939 Яків Макогін припинив його фінансування і повернувся до США. Кисілевський на короткий час продовжив існування Бюро, але в травні 1940 воно було остаточно закрите. 
Окрім лондонського, Макогін також організував та спонсорував аналогічні Бюро у Парижі та Женеві.

### Видання
- «A Report on the Polish Terror. Poland and Ukraine: The Danger Spot of Europe» (London, 1931),
- «Polish Atrocities in the West Ukraine» (London, 1931)
- «Facts about Ukraine» (London, 1933).
- З червня 1932 до серпня 1939 видавалося українською мовою «Звідомлення для преси» для українських часописів у різних країнах.